# مفراح

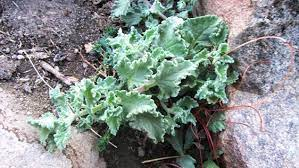
مفراح

مفرّاح، مفرح یا پونه سای مواج با نام علمی Nepeta Crispa از خانواده نعناییان است و در غرب ایران، نواحی کوهستان الوند در استان همدان رویش دارد. مفراح از جمله گونه‌های انحصاری و در حال انقراض می‌باشد. این گیاه چند ساله با ساقه‌های متعدد به ارتفاع ۲۰ تا ۴۰ و به ندرت تا ۶۰ سانتیمتر است و برگ‌های قاعده ای، فلسی-غشایی و برگ‌های ساقه ای، دم برگ دار می‌باشد. سطح برگ‌ها و ساقه پوشیده از کرک‌های سفید رنگ می‌باشد.

## خواص
گونه N.crispa به عنوان آرام بخش، مقوی معده، ضد نفخ و ضدعفونی کننده در اختلالات تنفسی و گوارشی مورد استفاده قرار می‌گیرد.

## موارد استفاده سنتی
به دلیل خواص دارویی و همچنین بوی معطر در استفاده‌های سنتی به عنوان طعم دهنده در نوشیدنی‌ها و غذاها و بخصوص در ماست و دوغ مورد استفاده قرار می‌گیرد.

## مشخصات علمی
در مورد گیاه مفراح تاکنون مقالات بسیار محدودی به چاپ رسیده است و معدود مقالات مرتبط نیز به آنالیز اسانس گیاه جمع‌آوری شده از عرصه طبیعی و چند گزارش از اثرات بیولوژیکی آن محدود شده است و تاکنون هیچ گزارشی در مورد مطالعات کشت و اهلی سازی آن منتشر نشده است.
گونه‌های جنس Nepeta عموماً به واسطه دو دسته ترکیب ۸٬۱-سینئول و مشتقات نپتالاکتونی شناخته می‌شوند. گونه Nepeta Crispa از گونه‌هایی است که از عمده ترکیبات اسانس آن ۸٬۱-سینئول بوده است ولی در عین حال مشتقات نپتالاکتونی آن نیز از فراوانی قابل قبولی برخوردار هستند.
سنبلی و همکاران ۲۳ ترکیب در اسانس این گیاه شناسایی کردند که ۸٬۱-سینئول (۴۷/۹٪) و 4aα, ۷β, 7aα- nepetalactone (20/3 %) از فراوانترین ترکیبات مفراح بودند.
در تحقیقی مشابه گیاه داروئی مفراح از روشگاه‌های طبیعی استان همدان جمع‌آوری و اسانس آن مورد بررسی قرار گرفت. ترکیبات ۸/۱-سینئول (۷۱٪)، آلفا-پینن (۵٪) و گاما-ترپینئول (۴/۱٪) از مهم‌ترین ترکیبات گیاه گزارش شده است و البته گزارشی از حضور مشتقات نپتالاکتونی نشده است. همچنین بازده اسانس در این گزارش ۰/۹ درصد بوده است.